# Sugar Bowl

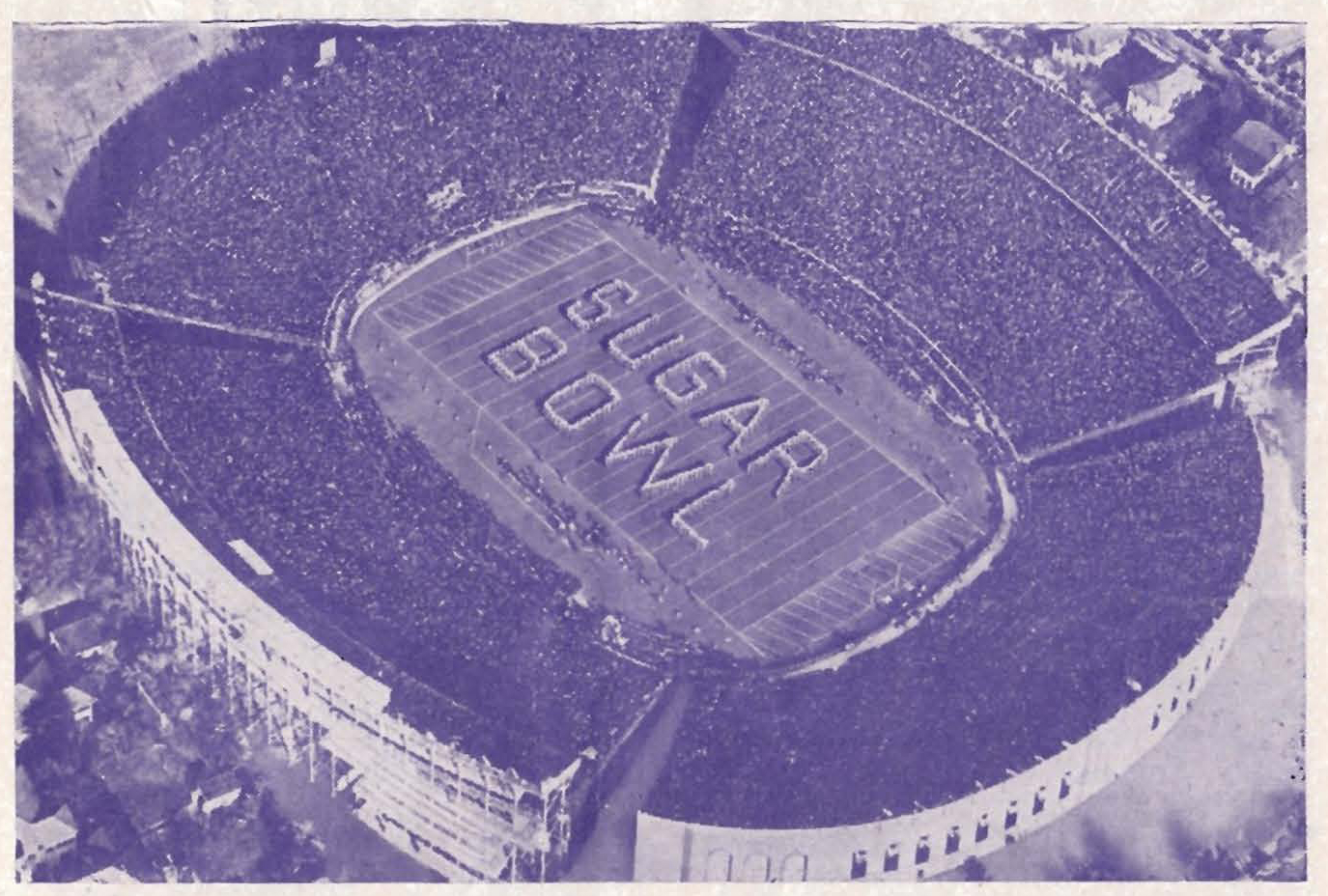
O Sugar Bowl no Tulane Stadium, em 1948

O Sugar Bowl é um jogo anual de futebol americano de faculdade, realizado na cidade americana de Nova Orleães, Luisiana. Geralmente, a única partida realizada no Sugar Bowl ocorre em 1 de janeiro. Por causa do furacão Katrina, este evento poderia ter sido cancelado mas sobreviveu ao furacão, sendo apenas necessário reforçar o número de seguranças.